# نجيب قنواتى
نجيب قنواتى (بالإنجليزية: Naguib Kanawati)‏ عالم اثار مصري استرالى درس الآثار المصرية في جامعة الإسكندرية وحصل على درجة الماجستير من نفس الجامعة، هاجر إلى أستراليا وحصل على الدكتوراة، هو أول من أنشأ قسما ًمستقلا ً لتدريس علوم الآثار المصرية في قارة أستراليا والذي نال مكانة رفيعة المستوى بين أقسام الآثار المصرية على مستوى العالم.
البروفسيور نجيب قنواتي مدير المركز الأسترالي للدراسات المصرية بجامعة ماكوري في أستراليا.
رئيس بعثة الآثار الأسترالية بمصر.
وتعمل بعثة الدكتور نجيب قنواتي منذ الثمانينات في منطقة الحواويش - سوهاج في صعيد مصر وبدأت البعثة في التسعينات العمل في منطقة سقارة بالجيزة بموقع جبانة تيتي شمال هرم- تيتي وحالياً تعمل البعثة في منطقة آثار مير - أسيوط وفي منطقة بني حسن - المنيا.
صدر له من الجلس الأعلى للاثار كتاب بعنوان *مرروكاوالملك تتى *السلطة والعرش -الطبعة الأولى 2008.
كتاب رائع جدا عن الوزير الأول مرروكا خلفيته -مسؤلياته - شخصيته - عائلته - ومصطبته في سقارة.
وعهد الملك تتى المضطرب وجبانته مع مجموعة ضخمة ورائعة من الصور الملونة **